# ديفين كيلي
ديفين كيلي (بالإنجليزية: Devin Kelley)‏ هي ممثلة أمريكية، ولدت في 18 يناير 1986 في الولايات المتحدة.

## وصلات خارجية
- ديفين كيلي على موقع IMDb (الإنجليزية)
- ديفين كيلي على موقع ألو سيني (الفرنسية)
- ديفين كيلي على موقع قاعدة بيانات الفيلم (الإنجليزية)
- ديفين كيلي على موقع كينوبويسك (الروسية)